# Javier Sierra
Javier Sierra Albert (* 11. srpna 1971, Teruel) je španělský novinář, spisovatel, výzkumník, romanopisec a hlasatel, který studoval žurnalistiku v Madridu. Spolupracuje se spoustou anglických spisovatelů zabývajících se historií a mystériemi. Jeho román Poslední Večeře, který vyšel roku 2006, byl v první desítce na seznamu New York Times Best Seller a byl publikován ve 42 zemích.

## Životopis
Javier Sierra se narodil 11. srpna 1971 ve španělském městě Teruel. Po celá léta Sierra spolupracuje s národními a mezinárodními experty, jako jsou Graham Hancock a Robert Bauval , aby mohl studovat na existenci údajného zlatého věku lidstva, období v naší dávné minulosti, které zaniklo asi roku 10.500 před n.l, byla to doba kdy začaly vznikat všechny známé civilizace.
V současné době je ředitelem vydavatelství časopisu Science Beyond a podílí se na různých rozhlasových a televizních programů . V posledních letech věnuje hodně úsilí na řízení a prozkoumávání tajemství z minulosti a historických záhad, která doposud nebyla objasněna. Jeho romány mají společný cíl, řešit historické záhady na základě dokumentace a terénního výzkumu, se zaměřením na záhady historie.

## Dílo
- 2014 : La pirámide inmortal: El secreto egipcio de Napoleón
- 2013 : Pan Prado (louka)
- 2012 : Záhady historie, které řídí naše kroky : proroctví, ztracené civilizace a skrytá znamení (orig. 'La ruta prohibida y otros enigmas de la Historia'). Překlad: Petr Koutný
- 2011 : El ángel perdido (Ztracený anděl)
- 2008 : Modrá dáma (orig. 'La dama azul'). Překlad: Miluše Válková
- 2006 : Tajemství poslední večeře (orig. 'La cena secreta'). Překlad: Miluše Válková
- 2002 : Napoleonovo egyptské tajemství (orig. 'El secreto egipcio de Napoleón'). Překlad: Miluše Válková
- 1998 : Modrá dáma

## Ceny
- 2004 : uděleno španělské literární ocenění, Premio de Novela Ciudad de Torrevieja.